# 程乾
程乾（1461年—？），字德易，江西饒州府樂平縣人，民籍，明朝政治人物。

## 生平
江西鄉試第六十六名舉人。弘治九年（1496年）中式丙辰科會試第一百七十五名，三甲第一百七十九名進士。歷官刑部员外郎，正德元年（1506年）五月四川録囚。

## 家族
曾祖程紹進；祖父程茂勳；父程濟柔，母葉氏。慈侍下。